# نظریه ذهن
نظریه ذهن (به انگلیسی: Theory of Mind) در روان‌شناسی، به اختصار ToM، به توانایی درک افراد دیگر از طریق نسبت دادن حالات ذهنی به آنها (یعنی حدس زدن آنچه در ذهن آنها می‌گذرد) گفته می‌شود. این موضوع شامل آگاهی از این است که حالات ذهنی دیگران چگونه بوده و می‌تواند متفاوت از خود فرد باشد. این حالات ذهنی شامل باورها، تمایلات، نیات، عواطف و افکار است. داشتن یک نظریه عملکردی ذهن برای موفقیت در تعاملات اجتماعی روزمره انسان ضروری بوده زیرا افراد هنگام تحلیل، قضاوت و استنباط رفتار دیگران از چنین مسئله ای استفاده می‌کنند. کشف و توسعه نظریه ذهن در درجه اول از مطالعات انجام شده بر روی حیوانات و نوزادان حاصل شد. عواملی مانند مصرف مواد مخدر و الکل، رشد زبان، تأخیرهای شناختی، سن و فرهنگ می‌توانند بر ظرفیت فرد برای نمایش نظریه ذهن تأثیر بگذارند.
پیشنهاد شده‌است که اختلال در تئوری ذهن می‌تواند در افراد مبتلا به اوتیسم (اگرچه این موضوع بحث‌برانگیز است) اسکیزوفرنی، اختلال بیش‌فعالی با کمبود توجه (ADHD), اعتیاد به کوکائین، آسیب مغزی ناشی از سوءمصرف الکل، و نیز در افرادِ محروم از خواب و تحت فشار شدید فیزیکی یا عاطفی دهد. برخی از محققان بر این باورند که نظریه ذهن ممکن است در داشتن ظرفیت همدلی و همدردی مؤثر باشد.
تئوری ذهن در طول دوران کودکی با رشد قشر پیش‌پیشانی شکل می‌گیرد. اکثر کودکان در حال رشد از حدود چهار سالگی می‌توانند باورهای مختلف و گاه غلط هم سن و سالان خود را درک کنند. کودکان ایرانی و چینی در فرهنگ جمع‌گرایی زودتر از کودکان غربی در فرهنگ فردگرایی به دانش دسترسی پیدا می‌کنند، به همین علت باورهای گوناگون را نیز دیرتر درک می‌کنند.

## نظریه ذهن در حیوانات
بسیاری معتقدند انسان‌ها تنها موجوداتی هستند که به این قابلیت مجهز هستند؛ اما تحقیقات جدیدی که بر روی گونه‌های نزدیک به انسان در چرخهٔ فرگشت انجام شده، این فرض قدیمی را به صورت ریشه‌ای به چالش کشیده‌است.
یک گروه بین‌المللی مشتمل بر محققان دانشگاه کیوتو در ژاپن، مؤسسهٔ انسان‌شناسی تکاملی ماکس پلانک در آلمان و دانشگاه سن اندروز در اسکاتلند نشان دادند که دیگر اعضای شاخهٔ انسانیان (کپی‌های بزرگ که شامل شامپانزه‌ها، بونوبوها و اورانگوتان‌ها می‌شود) نیز مشمول نظریهٔ ذهن می‌شوند.
بونوبوها نظریهٔ ذهنِ پیشرفته‌تری دارند و سگ‌ها، علیرغم اینکه هوش کمتری از شامپانزه‌ها دارند، دارای تئوریِ ذهنِ تکامل‌یافته‌تری هستند و در درکِ نیاتِ انسان‌ها تا دو و نیم برابر بهتر از شامپانزه‌ها عمل می‌کنند. حتی سگ‌هایی که در طبیعت بزرگ شده‌اند نیز همین‌طورند.

## نظریه ذهن و عملکرد مغز
تحقیقات نشان می‌دهد در زمان فعالیت‌های مربوط به نظریهٔ ذهن، نواحی TPJ, mPFC و pSTS از مغز دچار افزایش فعالیت می‌شوند.
مثلاً در یک تحقیق نشان داده شد که وقتی افرادِ مورد آزمایشْ شاهدِ شخصِ دیگری بودند که دستش را بالا می‌بُرد، منطقهٔ pSTS در مغز آن‌ها فعال می‌شد. اما وقتی به همان شخص نگاه می‌کردند در حالی که دستِ او را یک دستگاه، بدون این‌که او اراده کند، بالا می‌بُرد pSTS فعالیتی نشان نمی‌داد. آزمایش شوندگان، در حالت اول، متوجه عملی همراه با قصد و نیت می‌شوند و فوراً به حالتِ ذهنیِ آن شخص توجه می‌کنند تا بفهمند چرا دستش را بالا می‌بَرَد. اما در حالت دوم که دستگاهْ دستِ او را بالا می‌بَرَد، نیازی نیست که به حالت ذهنیِ دستگاه توجه کنند، زیرا به وجودِ ذهنی برای دستگاهْ قائل نیستند.
این قبیل آزمایش‌ها در کنار مطالعهٔ کسانی که لوب فرونتال یا TPJ آن‌ها آسیب دیده و در پیِ آن دچار نقص در زمینهٔ تئوری ذهن شده‌اند، رابطهٔ نواحیِ مختلفِ مغز و عملکردِ نظریهٔ ذهن را هرچه آشکارتر کرده‌است.